# نو مارافسای
نو مارافسای یک ستاره است که در صورت فلکی مارافسای قرار دارد.